# Епархия Виавсо
 Епархия Виавсо (лат.  Dioecesis Viavsensis) — епархия Римско-Католической Церкви c центром в городе Виавсо, Гана. Архиепархия Виавсо входит в архиепархия Кейп-Коста.

## История
22 декабря 1999 года Римский папа Иоанн Павел II учредил буллой «Ad efficacius consulendum» епархию Виавсо, выделив её из епархии Секонди-Такоради.

## Ординарии епархии
- епископ Joseph Francis Kweku Essien (22.12.1999 — по настоящее время)

## Источник
- Annuario Pontificio, Ватикан, 2005
- Булла Ad efficacius consulendum  (лат.)